# Lei de Condenação Popular

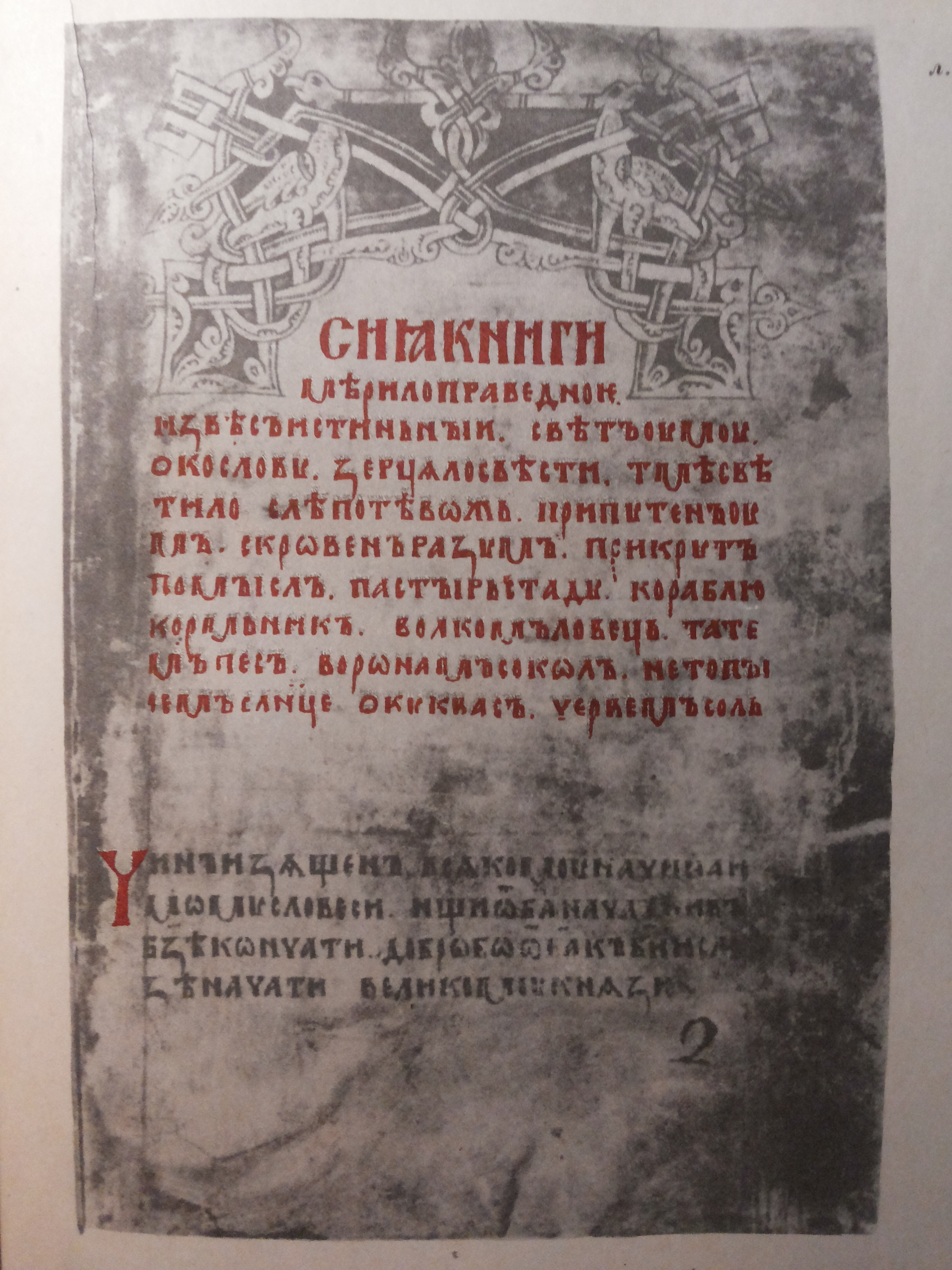
A cópia mais antiga da lei que sobreviveu é uma russa do século XIV.

Lei de Condenação Popular (Законъ соудьны людемъ) é a primeira lei búlgara do Primeiro Império Búlgaro após a cristianização da Bulgária. 
Na Bulgária, as leis Crum foram aplicadas anteriormente, e nos territórios bizantinos adquiridos — as coleções legais bizantinas "Écloga (código)" e "Nomocano".
Existem duas versões desta lei — curta e longa. A lei é uma compilação de recepções da Écloga Bizantina, direito consuetudinário e versões cristianizadas de punições seculares da Écloga com penitências eclesiásticas. Na versão ampliada da lei, os 45 artigos adicionais foram ocupados principalmente pelas leis de Moisés, com a versão ampliada destinada principalmente aos tribunais civis e a versão resumida aos tribunais espirituais (eclesiásticos). 
A lei contém quatro seções de normas legais — para pagãos; organização e processos judiciais; direito civil e direito penal.